# 武乡玉贞观
武乡玉贞观，位于山西省长治市武乡县丰州镇城关村，是一处山西省文物保护单位。
1999年11月，千佛塔（含玉贞观）公布为第三批长治市文物保护单位。2016年6月6日，武乡玉贞观公布为第五批山西省文物保护单位，年代为清，古建筑类，编号5-79。